# 苏坝镇
苏坝镇，原为苏坝乡，是中华人民共和国四川省乐山市马边彝族自治县下辖的一个乡镇级行政单位。2020年5月，撤销袁家溪乡，将其所属行政区域划归苏坝镇管辖。苏坝镇越胜村15组划归民主镇管辖。

## 行政区划
苏坝镇下辖以下地区：
胜利村、向阳村、前进村、越胜村、峰溪村和白杨槽村。